# Megaselia cochlophila
Megaselia cochlophila är en tvåvingeart som beskrevs av Borgmeier 1967. Megaselia cochlophila ingår i släktet Megaselia och familjen puckelflugor. Inga underarter finns listade i Catalogue of Life.